# Our Lady of Guadalupe School
La Our Lady of Guadalupe School (Escuela de Nuestra Señora de Guadalupe) è una scuola elementare e media cattolica di Houston, Texas, situata nel Second Ward, o Segundo Barrio abitato prevalentemente da latino-americani. È la scuola parrocchiale della chiesa di Nostra Signora di Guadalupe, arcidiocesi di Galveston-Houston.

## Storia

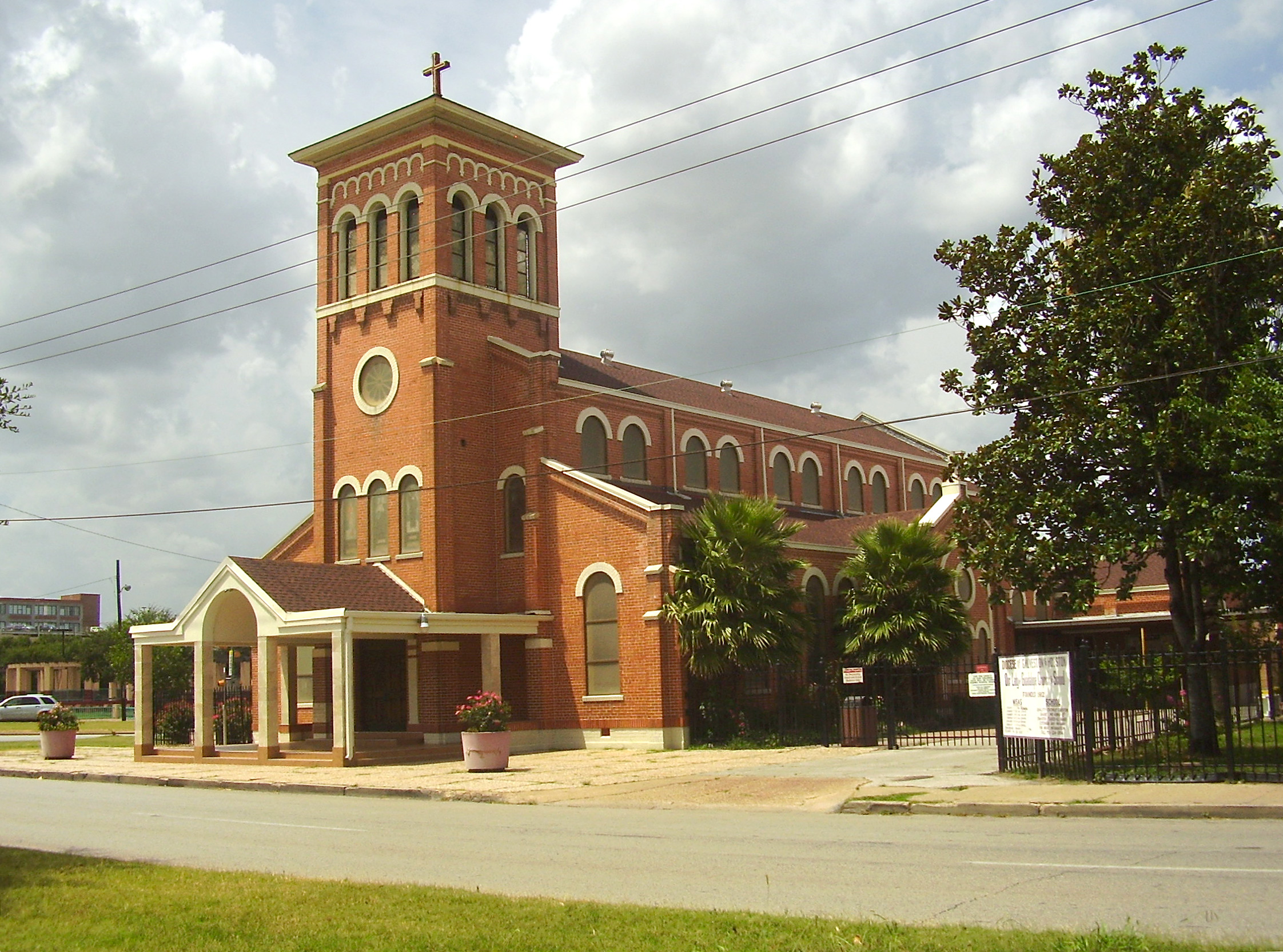
La chiesa della parrocchia

La scuola, aperta l'8 settembre 1912, è la più antica scuola elementare cattolica nella città di Houston; è stata fondata dagli Oblati di Maria Immacolata un mese dopo la fondazione della parrocchia, però è stata gestita prevalentemente dalle Suore della Provvidenza.
Nel 2010 contava 240 studenti, provenienti da 46 distretti della città, la cui metà aveva ricevuto assistenza finanziaria. Nel 2012 il numero di studenti ha superato 500 unità.
Dal 2010 la parrocchia è una delle più povere della zona Greater Houston.